# Mockfjärdsrevolvern

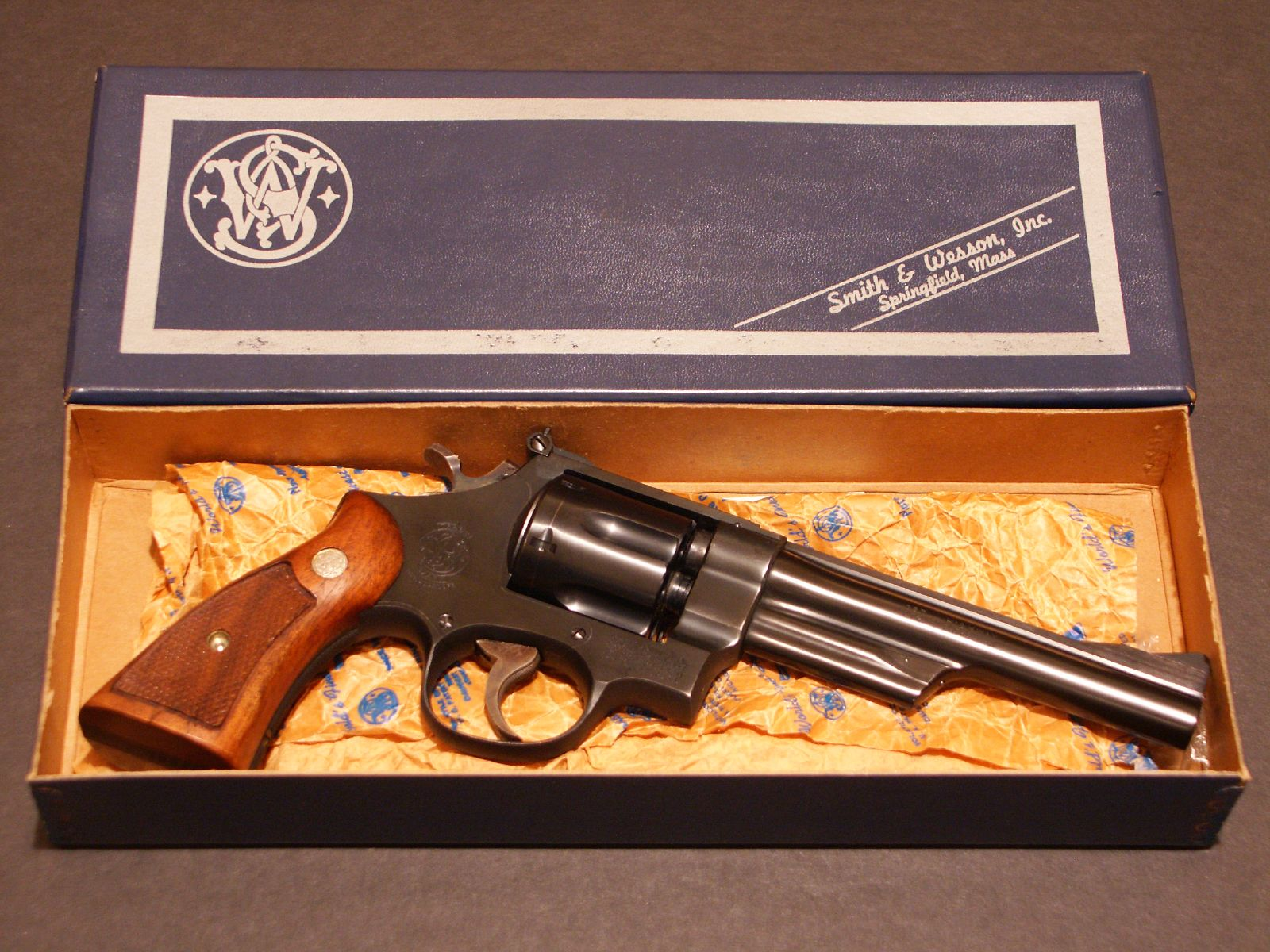
En Smith & Wesson modell 28 med en sextumspipa, likadan som Mockfjärdsrevolvern

Mockfjärdsrevolvern eller Mockfjärdsvapnet, kallas en av de revolvrar av typen Smith & Wesson Model 28 ("Highway Patrolman") med .357 Magnum-kaliber som polisen har undersökt i utredningen av mordet på Olof Palme.
Revolvern köptes först legalt i Luleå av en privatperson från Haparanda. Detta tillsammans med 91 patroner av märket Metal Piercing av den amerikanske tillverkaren Winchester Western. Vapnet stals sedan vid ett inbrott i september 1983 och tros ha använts vid ett postrån i Mockfjärd, Dalarna, i oktober samma år, då också en kula avlossades. Ett ökänt finländskt kriminellt brödrapar erkände senare stölden. Revolvern tros också ha använts vid ett bankrån i Småland.
En analys av den kula som avfyrades vid rånet i Mockfjärd visade att blyisotopsammansättningen var densamma som hos de båda kulorna som hittades på Sveavägen, efter mordet på Palme. Därmed skall de vara tillverkade vid ett och samma tillfälle, i samma så kallad stöpa. Knappt 6 000 kulor från denna "stöpa" försåldes sedermera i Sverige i slutet av 1970-talet. 
Revolvern hittades sedan i november 2006 under privata dykningar i Djursjön norr om Mockfjärd, efter tips till tidningen Expressen. Ålänningen Christian Holmén på Expressen kontaktade två åländska dykare, Benny Gustafsson och Ove Jansson, som redan efter tre timmar hittade vapnet som varit så eftersökt i 20 år. Revolvern överlämnades till polisen den 20 november 2006 för vidare tester.  
Dessa tester gav dock inget entydigt resultat då pipan var i för dåligt skick för att kunna knytas till de på Sveavägen hittade kulorna. Enligt uppgifter till polisen slängdes revolvern i Djursjön i oktober 1983, varför det har ifrågasatts om vapnet verkligen kan ha använts vid mordet på statsministern 28 februari 1986.